# Methanobrevibacter gottschalkii
Methanobrevibacter gottschalkii ist ein anaerobes, methanogenes Archaeon, welches im Magen-Darm-Trakt vieler Säugetiere auftritt.

## Merkmale
Der anaerobe Coccus ist circa 0,9 µm lang und 0,7 µm breit. Er ist grampositiv. Seine dicke, mehrschichtige Zellwand setzt sich aus Pseudomurein zusammen. Er tritt üblicherweise in neutralen Lösungen auf. Sein Temperaturoptimum beträgt 37–39 °C. Zellen der Art, welche im Pansen adoleszierten, sind katalasenegativ.

## Eigenschaften
Der Organismus verwertet Wasserstoff und Kohlenstoffdioxid, die von anderen Mikroorganismen der Darmflora als Stoffwechselprodukte ausgeschieden werden. M. gottschalkii bildet hieraus unter Energiegewinn Methan. Das Archaeon gehört damit zu den hydrogenotrophen Methanbildnern.

## Externe Systematik
Der M.gottschalkii ist ein Archaeeon der Euryarchaeota. Er gehört den Methanbildnern an.